# Wellston (Oklahoma)
Pour les articles homonymes, voir Wellston.
Wellston est une ville du comté de Lincoln, dans l’Oklahoma, aux États-Unis. Elle compte 679 habitants au recensement de 2020.

## Géographie
Wellston est située dans l'ouest du  comté de Lincoln. La ville se trouve au nord du Turner Turnpike et de l'U.S. Route 66 et à 3 kilomètres à l'ouest de l'Oklahoma State Highway 102.
Selon le Bureau du recensement des États-Unis, la ville a une superficie totale de 4,4 km2, entièrement terrestre.

## Histoire

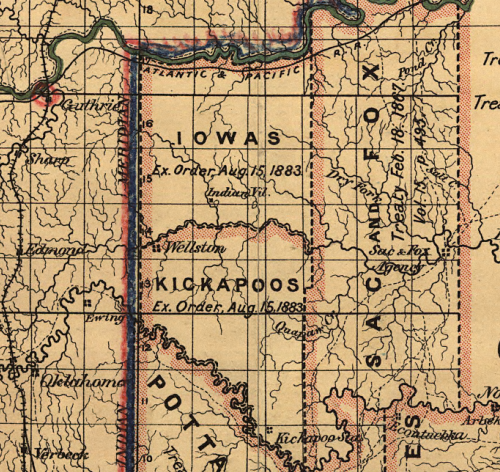
Carte de 1897 montrant l'emplacement du poste de traite de Wellston à la frontière des deux réserves indiennes.

La région du comté de Lincoln appartenait aux Osages avant d'être, à la suite de différents traités partagé entre les Creeks, les Sauk et Fox, les Iowas et les Kickapous. En 1880, Christian T. Wells, originaire de l'Ohio, créé un poste de traite, le Wellston Trading Post, au nord de la réserve des Kickapous et, au sud-ouest de la ville actuelle. Christian T. Wells ouvre par la suite le premier bureau de poste  bureau de poste, le 19 septembre 1884. Après la course à la terre de 1891 sur le territoire des Iowas, le poste est repris par la localité d'Ingram, située à un peu plus d'un kilomètre de la ville actuelle de Wellston. Après la course à la terre sur la réserve des Kickapous de 1895, le bureau de poste est rouvert le 15 juin 1897 et la ville de Wellston est aménagé le 27 avril 1898 au sud de la rivière Deep Fork (en).
En 1898, la ligne de chemin de fer Arkansas–Oklahoma (en) est inaugurée au nord de la ville et Wellston voit sa population s'accroître rapidement, passant de 383 habitants à 697 en 1907, année de la signature de la charte de la ville. En 1932, la nouvelle U.S. Route 66 est construite au sud de la ville, le contournement de Wellston entraine une bataille juridique, connue sous le nom de Wellston Gap qui remonte jusqu'à la cour suprême de l’Oklahoma, la ville obtient l'octroi d'une rocade lui évitant ainsi de devenir une ville morte.

## Démographie
Au recensement de 2020, Wellston compte 679 habitants, 382 ménages et 33 unités d'habitation.

## Monuments
Le pont Captain Creek Bridge, situé sur l'ancienne U.S. Route 66, construit en 1933, est inscrit au registre national des lieux historiques depuis le 3 mars 2004,.